# 長尾毛絲鼠
長尾毛絲鼠（英語：Long-tailed Chinchilla，學名：Chinchilla lanigera）又稱絨毛絲鼠、長尾栗鼠、毛絲鼠、絨鼠等名稱。主要分布為南美洲安第斯山脈上的高原，範圍從智利北部至祕魯南方。牠的皮毛十分柔軟細滑，一個毛細孔有50根毛，因此體毛看起來較為蓬鬆，體重約500～800公克，體長22～38公分，所以身體看起來較胖，尾巴較長，長約7～15公分。早期獵人為求長尾毛絲鼠的皮毛，遭大量的捕獵之後，如今野生長尾毛絲鼠已所剩不多，據信目前大約只剩下千隻左右，歸類為瀕危物種，被CITES列入附錄一等級的保育名單中。
長尾毛絲鼠是屬於夜行性生物，常在夜間活動覓食，因消化道較長，所以主食是含有高纖維、低脂肪的草料，比如樹皮、樹根、仙人掌，偶爾吃小型昆蟲，是為雜食性動物，另外為了補充活動所消耗的水分，也會利用晨間傍晚的露水做為補充水份的來源。長尾毛絲鼠的棲地選擇於海拔三千～五千公尺山區，為藏匿來逃避天敵，大多築巢是選擇在灌木林與草原裡石縫。長尾毛絲鼠在八個月性成熟，懷孕期111日，全年僅產1、2隻，野外平均壽命約八到十年。

## 特点

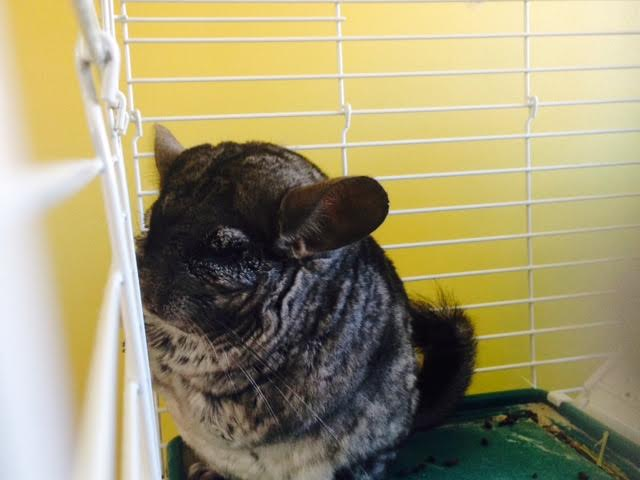
宠物绒毛丝鼠

“lanigera ”一词被译为“背着羊毛大衣”，然而绒毛丝鼠并没有羊毛大衣，取而代之的是自己的毛皮。他们的毛有2-4厘米(0.79-1.57英寸)长 ，并且有灰色、白色和黑色的带；这些毛不仅顺滑，而且又极其柔软，牢牢着在皮肤上。 在仅一个毛囊中，可长出多达75根毛，直径为5-11毫米(0.20-0.43英寸) 。 感觉毛数量多、强壮、长度长（100-130 mm (3.9-5.1 in)) ，同样从单个毛囊中涌现出来。 它们上半部分的颜色一般是蓝色或银灰色；下部是黄白色。 绒毛丝鼠的尾巴背面有长而粗颜色为灰色或黑色的毛发，靠近身体附近的长达30-40毫米(1.2-1.6英寸) 长，靠近尾巴尖端的有50-60毫米(2.0-2.4英寸)长 ，并且在尾巴尖端附近会形成一个超过脊骨50毫米长(2.0英寸)的刚毛。
绒毛丝鼠在野外的繁殖期集中在十月和十二月，即南半球的春天。
绒毛丝鼠的核型是二倍体，其中2N为64，FN为126。

## 生态

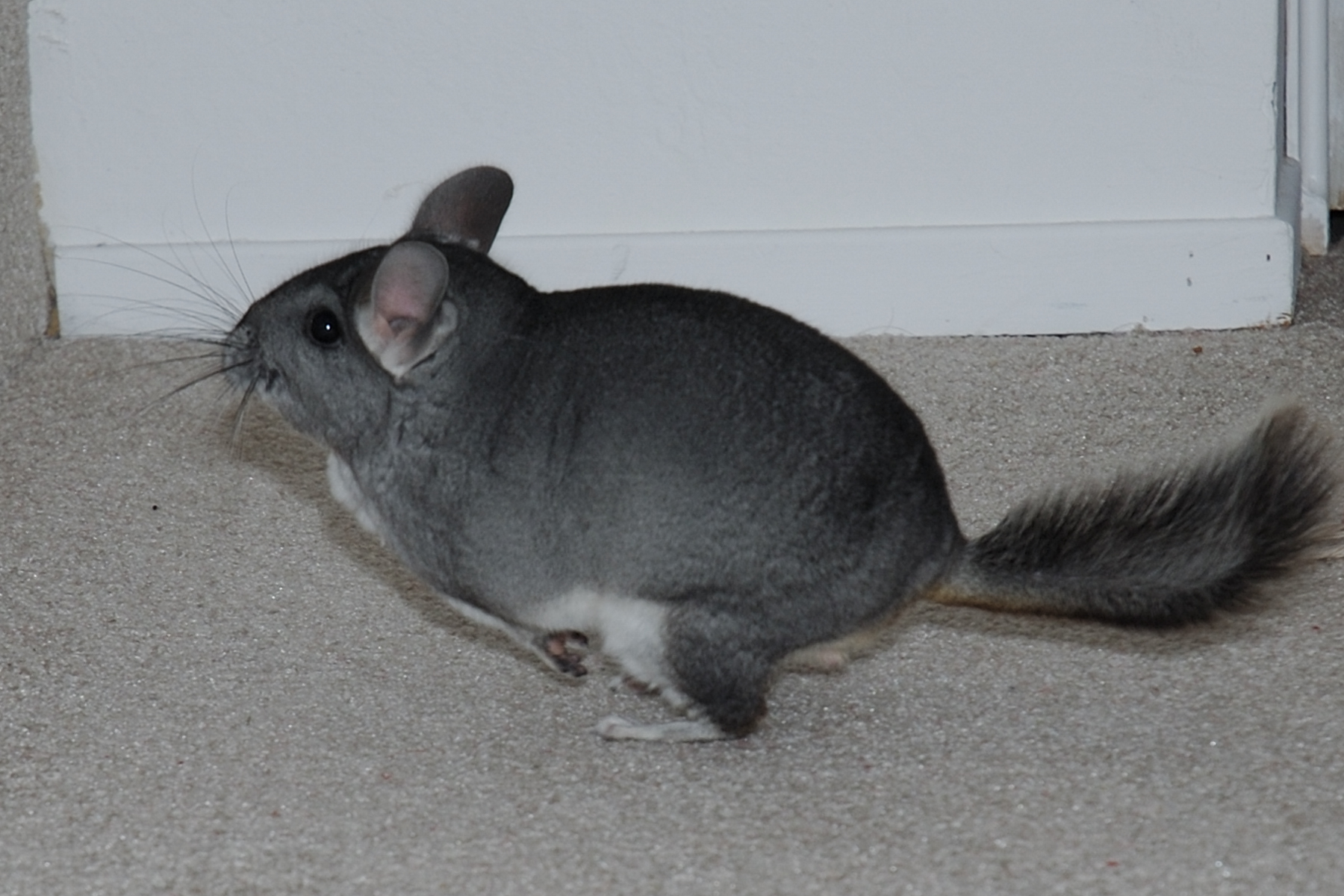
Running chinchilla

绒毛丝鼠生活的区域气候通常十分严苛，夏天日间阴影处温度可达 30°C，晚间气温会降至7°C（冬季会降到冰点下）。

## 皮草产业
参见文章（英文）：

## 保护现状
绒毛丝鼠属于濒危物种，在智利哺乳动物中有着第二高的优先保护权。